# Richard Russo
För science fiction-författaren se Richard Paul Russo.
Richard Russo, född 15 juli 1949 i Johnstown, New York, är en amerikansk författare som belönades med Pulitzerpriset för skönlitteratur 2002 för sin roman Empire Falls. 
Russo har skrivit ytterligare fyra romaner: Mohawk, The Risk Pool, Nobody's Fool och Straight Man, samt novellsamlingen The Whore's Child. Russo skrev manus till filmen Twilight (1998  tillsammans med regissören Robert Benton, som också filmatiserade Russos Nobody's Fool 1994, en film som Paul Newman medverkade i. Russo skrev även manus till TV-miniserien Empire Falls och manus till filmen Ice Harvest (2006).
Russos senaste roman, Bridge of Sighs, utgavs 25 september 2007.

### Utgivet på svenska
- Sams grabb 1989

## Priser och utmärkelser
- Pulitzerpriset för skönlitteratur 2002 för Empire Falls